# Reprezentacja Rosji w rugby 7 kobiet
Reprezentacja Rosji w rugby 7 kobiet – zespół rugby 7, biorący udział w imieniu Rosji w meczach i sportowych imprezach międzynarodowych, powoływany przez selekcjonera, w którym mogą występować wyłącznie zawodnicy posiadający obywatelstwo tego kraju, mieszkający w nim, bądź kwalifikujący się ze względu na pochodzenie rodziców lub dziadków. Za jego funkcjonowanie odpowiedzialny jest Fiedieracyja regbi Rossii, członek Rugby Europe oraz World Rugby.

## Turnieje

### Udział wigrzyskach olimpijskich
| Rok  | Wynik | Źródło |
| ---- | ----- | ------ |
| 2016 | –     |        |
| 2020 | 8.    |        |

### Udział wPucharze Świata
| Rok  | Wynik                  | Źródło |
| ---- | ---------------------- | ------ |
| 2009 | 11–12 (półfinały Bowl) |        |
| 2013 | 7–8 (półfinały Plate)  |        |
| 2018 | 8.                     |        |

### Udział wWorld Rugby Women’s Sevens Series
| Rok       | Wynik | Źródło |
| --------- | ----- | ------ |
| 2012/2013 | 6.    |        |
| 2013/2014 | 5.    |        |
| 2014/2015 | 7.    |        |
| 2015/2016 | 7.    |        |
| 2016/2017 | 4.    |        |
| 2017/2018 | 6.    |        |
| 2018/2019 | 7.    |        |
| 2019/2020 | 6.    |        |

### Udział wmistrzostwach Europy

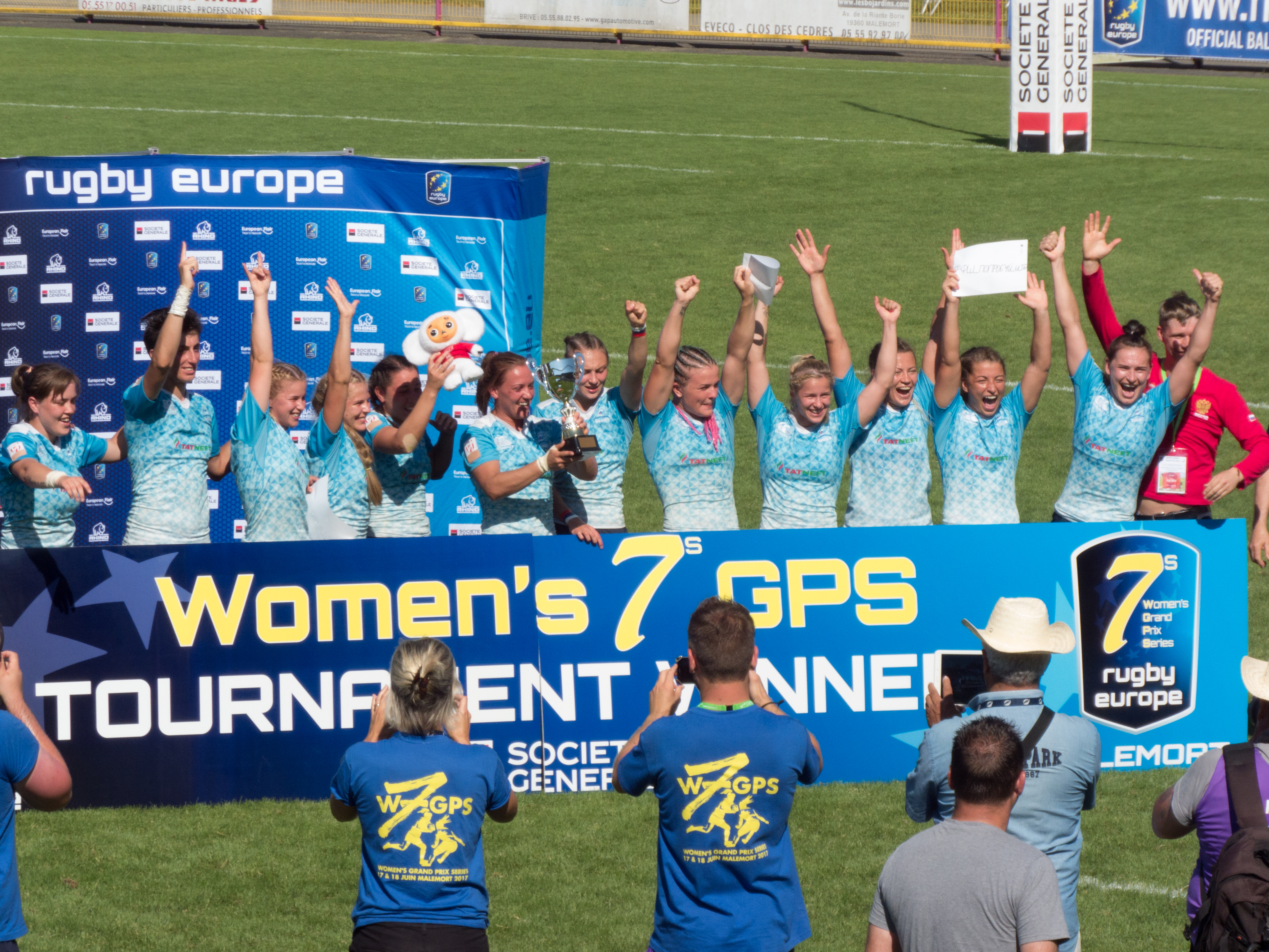
Reprezentacja Rosji, mistrz Europy 2017 (turnej w Malemort-sur-Corrèze)

| Rok  | Wynik | Źródło |
| ---- | ----- | ------ |
| 2003 | –     |        |
| 2004 | –     |        |
| 2005 | –     |        |
| 2006 | 9.    |        |
| 2007 | 9.    |        |
| 2008 | 3.    |        |
| 2009 | 7.    |        |
| 2010 | 6.    |        |
| 2011 | 4.    |        |
| 2012 | 4.    |        |
| 2013 | 1.    |        |
| 2014 | 1.    |        |
| 2015 | 2.    |        |
| 2016 | 1.    |        |
| 2017 | 1.    |        |
| 2018 | 1.    |        |
| 2019 | 1.    |        |
| 2021 | 1.    |        |